# راب روك
راب روك، (بالإنجليزية: Rap rock)‏ هو نوع موسيقي متكون من مزج الهيب هوب مع الروك، وازدهر هذا النوع من الموسيقى في نهاية القرن العشرين. تعود أصوله إلى بداية الثمانينات حين ظهر نمط الهيب هوب. ومن الفرق التي تعزف هذا النمط: «رن-دي إم سي (Run-D.M.C)»، و«بيستي بويز (Beastie Boys)»، و«ريج أغينست ذا ماشين»، و«لينكين بارك (Linkin Park)».